# Villa Simonetta
La villa Simonetta est une villa de la Renaissance située à Milan au 36, via Stilicone. Aujourd'hui propriété de la Ville de Milan, elle abrite l'école municipale de musique. Elle était célèbre pour ses propriétés acoustiques remarquables produisant un écho qui se répétait plus de trente fois. 

## Historique

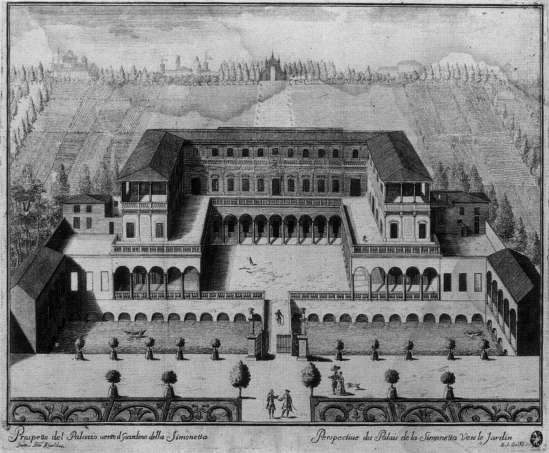
Vue de la villa Simonetta en 1726.

La villa Simonetta a été construite à la fin du XVe siècle pour Gualtiero Bascapè, chancelier de Ludovic le More. Acquise par le gouverneur de Milan Ferdinand de Gonzague en 1547, elle est agrandie sur un plan en U par l'architecte Domenico Giunti, et ornée de portiques et de loggias. Après le rappel de Gonzague en Espagne en 1555, la famille Simonetta en fait l'acquisition : c'est alors un des édifices les plus prestigieux de Milan.
À partir du XVIIe siècle, elle passe dans les mains de plusieurs familles et est encore, au début du XIXe siècle, un lieu de plaisirs : elle sert alors de cadre, loin des regards indiscrets, aux jeux de la compagnia della teppa, une bande de jeunes nobles libertins, ce qui lui vaut le surnom de villa dei balabiott (« villa des danse-nu »). 
L'arrivée du chemin de fer dévaste son jardin, et condamne la villa à un inexorable déclin. En 1836, elle est transformée en hôpital pour les malades du choléra du fait de son relatif isolement hors des murs, puis en fabrique de chandelles, en atelier mécanique, en atelier de menuiserie, en caserne, enfin en taverne. 
Pendant la Seconde Guerre mondiale, le bombardement de la voie ferrée adjacente la touche lourdement : sa structure est gravement endommagée et sa façade détruite.
Rachetée en 1959 par la municipalité, elle est restaurée de 1960 à 1970.

## Propriétés acoustiques

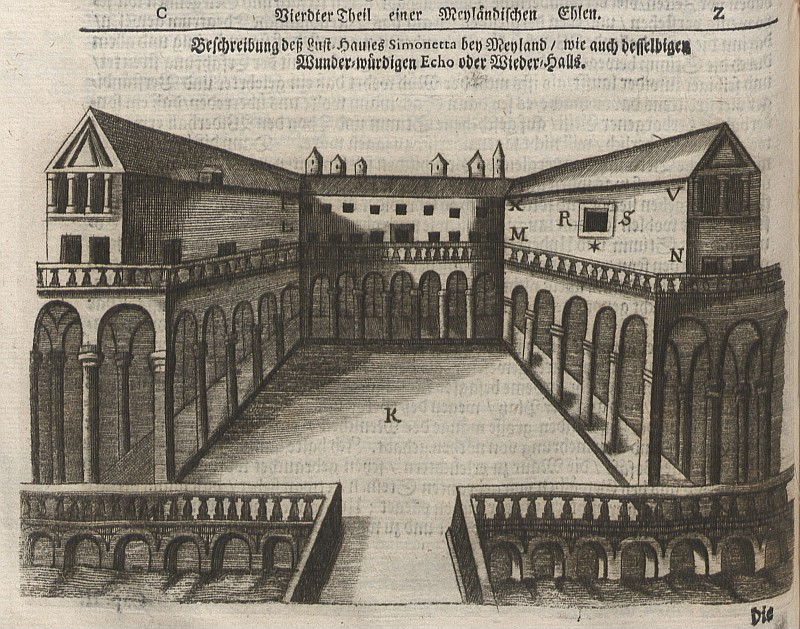
Gravure allemande de 1684 décrivant l'acoustique de la cour de la villa.

La cour en U de la villa Simonetta mesure 17 mètres sur 34, et ces proportions, basées sur des multiples de 17 mètres, permettaient de produire un écho remarquable. D'après les témoignages, « d’une fenêtre percée à l’étage supérieur, dans l’aile gauche du château ; et donnant sur la cour, un coup de pistolet est répété 40 à 50 fois, le bruit de la voix est reproduit de 24 à 30 fois. Monge et Addison ont vérifié le fait, et Bernoulli a affirmé qu’il avait compté jusqu’à 60 répétitions. »
Malheureusement les bombardements de la seconde Guerre mondiale lui ont fait perdre cette faculté, et l’écho ne se produit aujourd'hui plus que deux fois seulement dans le sens du plus grand côté.